# Glonțul Minié

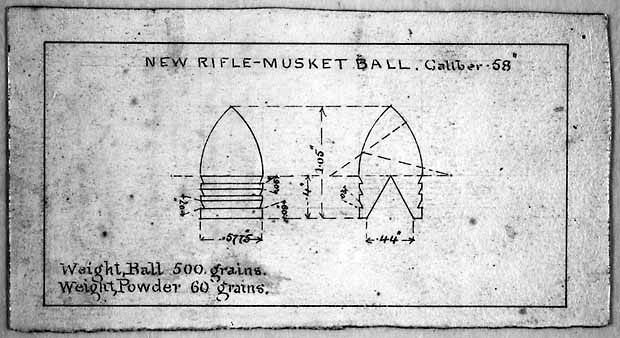
Glonţ american care copia originalul Minié (1855)

Glonțul Minié este un tip de muniție pentru puștile cu încărcare pe gura țevii, care a primit numele unuia dintre coinventatori: Claude-Étienne Minié. Acest tip de muniție a devenit vestit în timpul războiului Crimeii și în timpul războiului civil american. 
A fost inventat în prima jumătate a secolului al XIX-lea de căpitanii francezi Claude-Étienne Minié și Henri-Gustave Delvigne. Glonțul a fost proiectat pentru a permite o mai rapidă încărcare pe gura țevii puștilor și pentru creșterea eficacității focului. Odată cu inventarea acestui tip de glonț, pușca a devenit principala principala armă a infanteriei. 
Glonțul Minié era un proiectil conic fabricat din plumb, cu un diametru mai mic decât calibrul țevii de pușcă, având pe suprafața exterioară trei canale umplute cu unsoare consistentă, iar la baza inferioară având o gaură conică. 
Proiectul original prevedea și montarea la bază a unui dop din oțel, care ar fi trebuit să împingă restul proiectilului sub presiunea gazelor de ardere și să deformeze zona cu canale, făcând ca glonțul de plumb să se deformeze și să etanșeze pe ghinturile țevii. 
După ce a fost adoptat de armata Statelor Unite ale Americii, „fusta” canelată a glonțului a fost făcută mai subțire și s-a renunțat la dopul din oțel. Presiunea gazelor de ardere s-a dovedit suficientă pentru a expanda glonțul și a-l face să etanșeze spațiul ghinturilor. 
Arma era încărcată pe țeavă, prin ruperea cartușului din hârtie care conținea praful de pușcă, turnarea acestuia pe țeavă, introducerea glonțului și presarea lui, odată cu resturile arse de focurile anteriore, cu vergeaua. 
În momentul dării focului, gazele de ardere împingeau puternic baza glonțului, deformându-l și împingându-l înainte pe țeava ghintuită. Datorită mișcarii de rotație pe care o căpăta în țeava ghintuită și datorită lipsei pierderilor de gaze pe lângă glonț, proiectilul căpăta o mai mare viteză, era eficace până la o distanță mai mare și curăța mai bine țeava de detritusul ars. Un test din 1849 făcut la Vincennes a demonstrat că la o distanță de tragere de 15 metri, glonțul străpungea două scânduri din plop, fiecare groasă de 17 mm, aflate la o distanță de 50 cm. Printre soldați circulau zvonuri cum că glonțul putea penetra un soldat și ranița sa, fiind capabil să ucidă și pe cel care venea din urmă, sau că putea să ucidă 15 oameni puși în rând. 

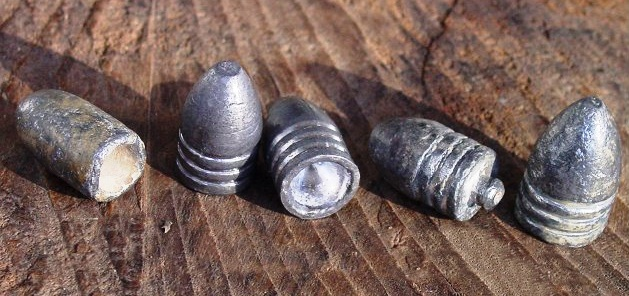
Diferite tipuri de gloanţe Minié balls.

În 1846, unitățile franceze de chasseuri și zuavi au fost înarmate cu puști Minié. Pușca a fost folosită în timpul războiului Crimeii și a fost principala armă a războiului civil american. 